# Ticket to Love
Ticket to Love (Originaltitel: Just the Ticket) ist eine US-amerikanische Filmkomödie aus dem Jahr 1999. Regie führte Richard Wenk, der auch das Drehbuch schrieb. Die Hauptrollen spielten Andy García und Andie MacDowell.

## Handlung
Gary Starke wohnt in New York City. Er lebt vom Schwarzmarkthandel mit den Tickets für diverse Veranstaltungen. Der ehemalige Boxsportler Benny Moran hilft ihm dabei. Garys Freundin Linda Palinski will ihn verlassen und nach Paris ziehen.
Ein konkurrierender Schwarzmarkthändler will, dass Starke für ihn arbeitet. Für den Schutz vor der Polizei soll Starke 70 % der Erträge abgeben. Der Mann überzeugt als Beispiel seiner Möglichkeiten einen verdeckt operierenden Polizisten, der Starke verhaftet, ihn wieder freizulassen. Starke lehnt jedoch die Zusammenarbeit ab.
Als der Papst New York City besuchen soll, erreichen die Eintrittskarten hohe Schwarzmarktpreise. Starke wendet sich an einen seiner Geschäftspartner, damit dieser ihm Geld leiht, das in die Karten investiert werden soll. Der Mann meint, Starke habe seine beste Zeit bereits hinter sich. Starke leiht stattdessen die Lebensersparnisse Morans. Etwas später stirbt Moran an Herzinfarkt.
Starke verkauft die Karten in der Verkleidung einer Nonne. Die Karten und das verdiente Geld versteckt er in der ausgehöhlten Bibel. Der konkurrierende Schwarzmarkthändler liefert ihn der Polizei aus. Starke wird verhaftet, er lässt jedoch während der Verhaftung die Bibel fallen, so dass die Polizei keine Beweise gegen ihn hat.
Als der verhaftete Starke in einem Raum des Stadions, in dem die Papstmesse stattfinden soll, sitzt, geht der Papst durch einen Nebenraum. Der Papst dreht sich um und segnet Starke, der später freigelassen wird.
Es stellt sich heraus, dass Moran eine Lebensversicherung abschloss, in der Starke als Begünstigter eingetragen ist. Als Palinski zum Flughafen fährt, bringt sie der Taxifahrer stattdessen in die Nähe eines Lokals, über dem auf dem Schild Linda's steht. Gary wartet dort auf sie. Er und Linda küssen sich.
Starke und Palinski eröffnen gemeinsam ein Restaurant, in dem sie als Köchin und er als Chefkellner arbeitet. Gary verkauft seinen Gästen manchmal Tickets. Linda wundert sich, dass sie jeden Tag in der Kasse 200–300 Dollar mehr findet als sich dort eigentlich befinden sollten.

## Kritiken
James Berardinelli schrieb auf ReelViews, der Film sei „nicht interessant“. Die Handlung „ermüdet“, die Charaktere seien „leblos“. Die Gags seien „einfach nicht witzig“. Berardinelli kritisierte die Darstellungen von Andy Garcia und Andie MacDowell.
Das Lexikon des internationalen Films schrieb: „Eine uneinheitlich inszenierte Komödie mit einigen gelungenen Einfällen, die sich auf Dauer jedoch als zu lang erweist. Während die authentischen Aufnahmen aus dem New Yorker Alltag überzeugen, irritieren eingestreute religiöse Motive, wie einige Bekenntnisse des Schwarzhändlers, die im Rahmen eines Beichtgesprächs angelegt sind.“

## Auszeichnungen
Andy Garcia wurde im Jahr 2000 für den ALMA Award nominiert.

## Hintergründe
Die Produktionskosten betrugen schätzungsweise 12 Millionen US-Dollar. Der Film wurde in ausgewählten Kinos der USA veröffentlicht, wo er ca. 430 Tsd. US-Dollar einspielte.